# پیرهون
پیرهون (‎/ˈpɪroʊ/‎؛ یونانی باستان: Πύρρων ὁ Ἠλεῖος Pyrrhо̄n ho Ēleios ; ح. ۳۶۰ – c. ۲۷۰ پ‌م) فیلسوف کلاسیک یونان باستان بود و به عنوان اولین فیلسوف شکاک و بنیانگذار پیرهونیسم شناخته می‌شود.

## زندگی
تخمین زده می‌شود که پیرهون ایلیسی از حدود ۳۶۵/۳۶۰ تا ۲۷۵/۲۷۰ قبل از میلاد زندگی می‌کرده‌است. پیرهون اهل ایلیس بود که در دریای یونان قرار دارد. او احتمالاً یکی از اعضای طایفه کلیتیدایی بود که خادمان معبد زئوس در المپیا بودند و پیرهون به عنوان کاهن اعظم در آنجا خدمت می‌کرد.
دیوژن لائرتیوس به نقل از آپولودوروس آتنی می‌گوید که پیرهون در ابتدا نقاش بود و تصاویر او در سالن بدن‌سازی ایلیس به نمایش گذاشته می‌شد. بعدها او به واسطه آشنایی با آثار دموکریتوس، به فلسفه روی آورد و به گفته دیوژن از طریق برایسون، شاگرد استیلپو، با دیالکتیک مگاری آشنا شد. بر خلاف بنیان‌گذاران دیگر فلسفه‌های هلنیستی، پیرهون اساساً تحت تأثیر سقراط نبود.
پیرهون همراه با آناکسارخوس، در فتح شرق و هندوستان در لشکر اسکندر مقدونی حضور یافت و حتی از ژیمنوسوفیست در هند و مغ  در پارس دیدن کرد. به نظر می‌رسد این مواجهه با فلسفه شرقی و بالاخص فلسفه بودایی، او را به ایجاد فلسفه جدید خود و روی آوردن به یک زندگی ساده‌زیستانه گرایش داد. در بازگشت به ایلیس، او در شرایط بدی زندگی می‌کرد، اما توسط الیایی‌ها، که او را کاهن اعظم کردند، و همچنین آتنی‌ها، که حقوق شهروندی به او اعطا کردند، بسیار مورد احترام قرار گرفت.
از جمله شاگردان پیرهون، می‌توان به تیمون اهل فلیوس، هکتائوس اهل آبدرا و نوزیفانس، که از آموزگاران اپیکور بود، اشاره کرد. آرسیلائوس هم شاگرد پیرهون بود و فلسفه او را جز در عنوان مکتبش، حفظ کرد. آرسیلائوس پس از ورود به آکادمی افلاطون و طی درجات دانش در مکتب افلاطونی، به فلسفه پیرهون نزدیک شده و از او تبعیت نمود. این باعث ایجاد شکاکیت آکادمیک شد که دومین مکتب هلنیستی فلسفه شک است.

## فلسفه
پیرهون خود هیچ نوشته‌ای بر جای نگذاشته‌ است. آموزه‌های او در نوشته‌های شاگردش تیمون فلیوسی ثبت شده، اما متأسفانه بیشتر این آثار از بین رفته‌اند. اطلاعات کمی در مورد جزئیات فلسفه پیرهون و تفاوت آن با پیرهونیسم بعدی وجود دارد و بیشتر آنچه ما امروزه به عنوان پیرهونیسم می‌شناسیم از طریق کتاب طرح‌های پیرهونیسم به ما رسیده که توسط سکستوس امپیریکوس بیش از ۴۰۰ سال پس از مرگ پیرهون، نوشته شده است.
اکثر منابع معتقدند که هدف اولیه فلسفه پیرهون دستیابی به وضعیت آتاراکسیا یا رهایی از آشفتگی ذهنی بود و او مشاهده کرد که آتاراکسیا می‌تواند با دوری از باورها (جزم) در مورد افکار و ادراکات ایجاد شود. با این حال ممکن است فلسفه اصلی پیرهون در جزئیات با پیرهونیسم بعدی تفاوت‌های چشمگیری داشته باشد. اکثر تفاسیر دربارهٔ فلسفه پیرهون نشان می‌دهند که او ادعا می‌کرده که واقعیت ذاتاً نامعین است و در حالی که در پیرهونیسمی که سکستوس امپیریکوس معرفی می‌کند، این یک باور جزمی منفی تلقی می‌شود.
خلاصه ای از فلسفه پیرهون را یوسبیوس ثبت کرده؛ او به نقل از آریستوکلس که به نقل از تیمون پرداخته و در اثری به نام «گذرگاه آریستوکلس» خلاصه آن را آورده است. تفاسیر متناقضی از ایده‌های ارائه شده در این قسمت وجود دارد که هر یک به نتیجه متفاوتی در مورد منظور پیرهون می‌انجامد.
مشخص نیست که پیرهونیسم در دوران باستان یک حرکت کوچک اما مستمر بوده‌است یا از بین رفته و دوباره احیا شده‌است. صرف نظر از این، چند قرن پس از زندگی پیرهون، انسیدیموس احیای فلسفه را رهبری کرد. پیرهونیسم یکی از دو مکتب اصلی شک‌گرایی فلسفی بود که در دوره هلنیستی ظهور کرد و مکتب دیگر شک‌گرایی آکادمیک بود. پیرهونیسم در میان اعضای مکتب امپیریک پزشکی رشد کرد، جایی که به عنوان پایه‌ای فلسفی برای رویکرد آن‌ها به پزشکی تلقی شد، که با رویکرد مکتب دگماتیک پزشکی مخالف بود. پیرهونیسم در دوره پس از هلنیسم به ابهام رسید.
پیرهونیست‌ها فلسفه خود را شیوه ای از زندگی می‌دانند و شخص پیرهون را الگویی برای این شیوه زندگی می‌دانند. هدف اصلی آن‌ها این است که به آتاراکسیا (بی‌درد شدن) برسند و به این منظور با اپوخه (یعنی تعلیق قضاوت) در مورد اعتقادات، خود را از فکر کردن معذور دانسته و راحت می‌کنند. یکی از روش‌هایی که پیرهونیست‌ها برای تعلیق قضاوت از آن استفاده می‌کنند، جمع‌آوری استدلال‌های هر دو طرف مسئله مورد مناقشه است و خود میان طرفین همچون داوری می‌نشینند. این پیرهونیست را به این نتیجه می‌رساند که در مورد موضوع اختلاف نظر وجود دارد و بنابراین واکنش مناسب تعلیق قضاوت است. سرانجام پیرهونیست دوران را به عنوان پاسخی عادی به همه موضوعات مورد اختلاف توسعه می‌دهد که منجر به آتاراکسی می‌شود.